# Dasychira quinquepunctata
Dasychira quinquepunctata är en fjärilsart som beskrevs av Heinrich Benno Möschler 1887. Dasychira quinquepunctata ingår i släktet Dasychira och familjen tofsspinnare. Inga underarter finns listade i Catalogue of Life.